# Hermann Keuth
Hermann Keuth (* 6. Juli 1888 in Ravensburg; † 22. September 1974 in Baden-Baden) war ein deutscher Landschaftsmaler und Grafiker sowie Kunsterzieher, Volkskundler und Landeskonservator. Er baute ab 1924 das Heimatmuseum Saarbrücken auf und wurde 1927 dessen Direktor. Von 1938 bis 1954 war er Leiter des Konservatoramts des Saarlands.

## Leben
Keuth war das fünfte Kind des Zivilingenieurs Franz Hermann Keuth aus Geseke in Westfalen und dessen Ehefrau Emilie, geborene Knapp, aus Neckartailfingen. Sein Vater war Miterfinder nahtloser Stahlrohre und wurde technischer Leiter des Mannesmann-Werks in Bous. Keuth wuchs in St. Johann bei Saarbrücken auf, wo sich die Familie 1892 niedergelassen und wo Keuths Vater Franz 1895 eine Maschinenfabrik gegründet hatte. Nach der Schulausbildung studierte er am Zeichenlehrerseminar der Kunstgewerbeschule Düsseldorf. In Düsseldorf nahm er außerdem Privatunterricht bei dessen Leiter Heinrich Reifferscheid. 1910 wirkte er kurzzeitig als Zeichenlehrer. Am 31. Oktober 1910 schrieb er sich im Fach Zeichnen an der Königlichen Akademie der Bildenden Künste in München ein, wo er sich von Peter Halm in der Radierkunst unterweisen ließ. 1910/1911 debütierte er auf der 21. Ausstellung der Berliner Secession (Zeichnende Künste). In dieser Zeit schloss er sich der Künstlerkolonie Dachau an, der auch sein Freund Otto Weil angehörte. 1912 zog er nach Saarbrücken, um als Zeichenlehrer zu arbeiten. Dort wurde er Lehrer an diversen Schulen, an der Cecilienschule, an der Städtischen Knabenmittelschule und an der Staatlichen Schule für Kunst und Kunstgewerbe. Außerdem gründete er 1919 in Saarbrücken eine private Kunstschule.
Ab 1924 baute er das Heimatmuseum Saarbrücken als volkskundliche und kulturhistorische Sammlung auf. 1927 wurde er deren erster Direktor. 1937 wurde das Heimatmuseum Saarbrücken mit dem Staatlichen Museum Saarbrücken zum Saarlandmuseum vereinigt. Am 24. Juni 1938 wurde Keuth Landeskonservator des Landesdenkmalamts Saarland. Diese Stelle besetzte er bis 1954. Infolge der Eingliederung Lothringens als CdZ-Gebiet Lothringen in das Deutsche Reich erweiterte sich Keuths Dienstbereich als Landeskonservator vorübergehend um die Leitung des Landesdenkmalamtes Lothringen in Metz. Eine Unterbrechung erfuhr seine Tätigkeit als saarländischer Landeskonservator, als er in französische Kriegsgefangenschaft geriet, in der er bis 1949 verblieb. 1954 verließ Keuth das Saarland und zog nach Baden, wo er im Alter von 86 Jahren im Baden-Badener Ortsteil Ebersteinburg starb.
Keuth war Mitglied des Deutschen Künstlerbundes im Saargebiet. Als dessen 2. Vorsitzender bezichtigte er den 1. Vorsitzenden Fritz Grewenig separatistischer Umtriebe, woraufhin Grewenig 1932 abgewählt wurde.
Keuths Enkel war der Kunstlehrer und Radierer Rüdiger Keuth.

## Schriften (Auswahl)
- Bemerkungen zur Volkskunst an der Saar. In: Rheinische Heimatblätter. Zeitschrift des Vereins für Mosel, Hochwald und Hunsrück. Band 4 (1927), Heft 5, S. 202 f.
- Das Bauernhaus an der Saar. In: Zeitschrift des Rheinischen Vereins für Denkmalpflege und Heimatschutz. 22. Jahrgang, Heft 1/2, Düsseldorf 1929, S. 77–94.
- Kulturströmungen in der Volkskunst an der Saar. In: Die Saarfrage. Saarbrücken 1931, S. 52–59.
- Haus- und Siedlungsformen der Saarlande. In: Hermann Overbeck, Georg Wilhelm Sante (Hrsg.): Saar-Atlas. Saar-Forschungsgemeinschaft, Gotha 1934, S. 59–62.
- Pastor Louis Pinck aus Hambach zum Gedächtnis. In: Westmärkische Abhandlungen zur Landes- und Volksforschung. Institut für Landes- und Volksforschung Kaiserslautern, Band 4, Kaiserslautern 1940.
- Das Saarland-Museum in Saarbrücken. Seine Entwicklung bis zum Kriege 1939. In: Zeitschrift für die Geschichte der Saargegend, Band 1 (1951), S. 25–33.
- Die Bildhauerfamilie Madersteck aus Bockenheim an Saar und Blies. In: Die Schule. 6. Jahrgang (1953), S. 121–126.
- Das Dejeuner des Fürsten Wilhelm Heinrich von Nassau-Saarbrücken. In: Karl Schwingel (Hrsg.): Festschrift für Karl Lohmeyer. Ost-West-Verlag, Saarbrücken 1954, S. 201.
- Die Schriften Karl Lohmeyers 1898–1953. In: Karl Schwingel (Hrsg.): Festschrift für Karl Lohmeyer. Ost-West-Verlag, Saarbrücken 1954, S. 277.
- Saar. Verlag Karl Robert Langewiesche, Königstein/Taunus o. J. (1956).
- Materialsammlung I. Siedlungen – Gehöfte – Gebäude. Veröffentlichungen des Instituts für Landeskunde im Saarland, Band 21, Saarbrücken 1975, ISBN 978-3-923877-21-8.
- Zeichnungen und Notizen zur saarländischen und lothringischen Volkskunde (Materialsammlung II). Veröffentlichungen des Instituts für Landeskunde im Saarland, Band 29, Saarbrücken 1988, ISBN 978-3-923877-29-4.